# Treffpunkt

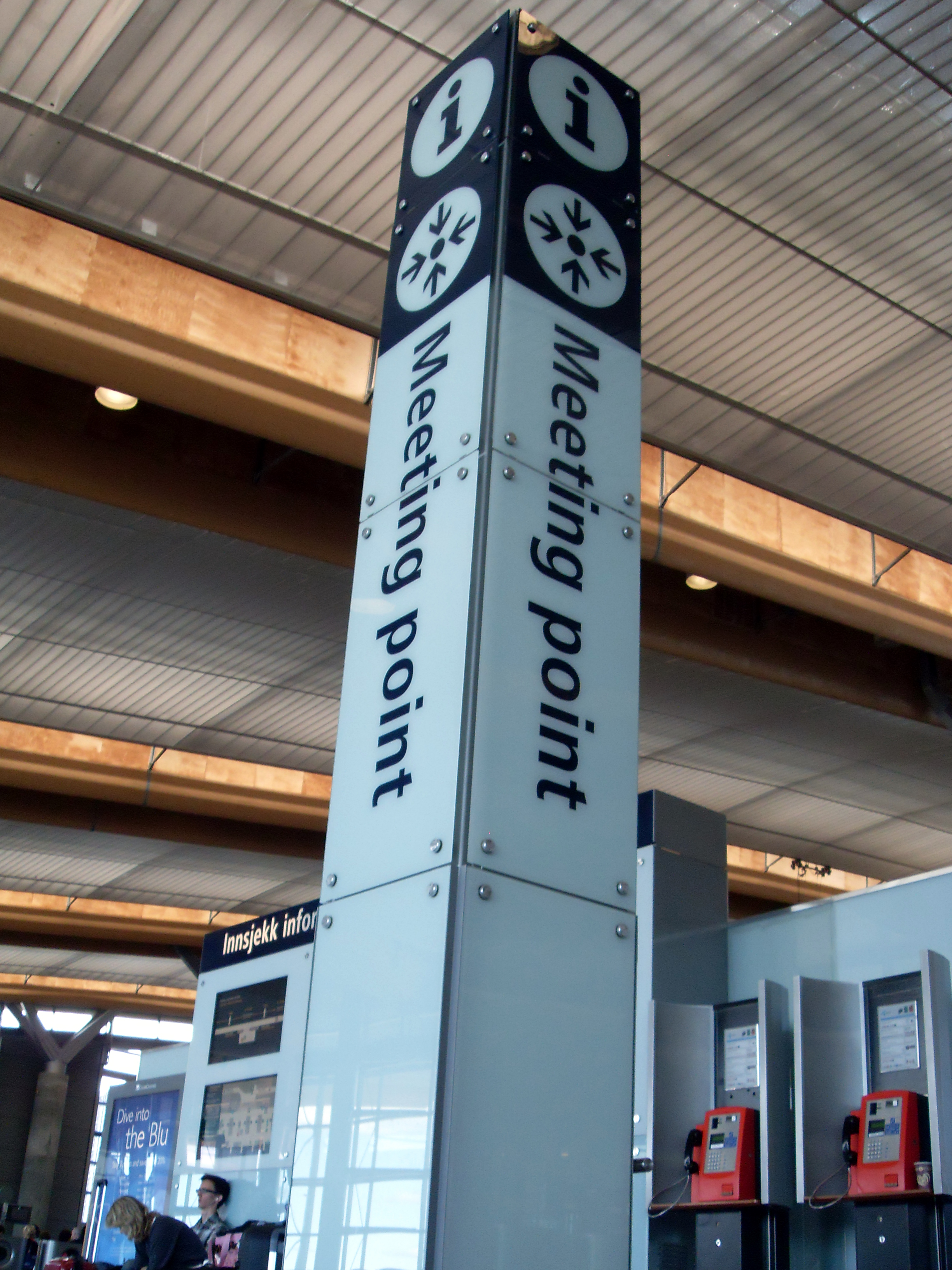
Treffpunkt am Osloer Flughafen

Ein Treffpunkt (englisch: Meeting Point) ist ein meist markanter Ort, der es ermöglicht, dass sich ein bestimmter Personenkreis dort absichtlich einfindet oder eine unbegrenzte Menge von Personen dort ohne Verabredung begegnet. Um den Personenkreis einzugrenzen, kann ein Treffpunkt auch ein versteckter oder abgelegener Ort sein.
Solche Begegnungsbereiche sind äußerst vielfältig, z. B. öffentliche Plätze (bei Denkmälern oder an Straßenecken), Lokale („Treffs“), in kommunalen Begegnungsstätten (Jugendklub, Haus der Begegnung) oder bei größeren Örtlichkeiten (Vorplätze öffentlicher Gebäude,  Kirchen). Die Art des Treffpunktes ist stark abhängig vom Sinn der Zusammenkunft und dem Milieu der sich Treffenden.
Ausgeschilderte Treffpunkte findet man vor allem an Flughäfen und Bahnhöfen und Innenstädten.
Eine besondere Form des Treffpunktes ist der Sammelplatz, an dem sich im Brand- oder Schadensfall alle Personen aus einem Gebäude sammeln.
Synonym wird der Begriff auch für den Ort eines anberaumten Treffens verwendet.
Der Begriff wird auch von zahlreichen Medien als Name von Rundfunksendungen oder Magazinen verwendet.